# Bolbocaffer consocium
Bolbocaffer consocium is een keversoort uit de familie cognackevers (Bolboceratidae). De wetenschappelijke naam van de soort werd in 1857 gepubliceerd door Carl Henrik Boheman.